# ダビド・ビジャ
ダビド・ビジャ・サンチェス（西: David Villa Sánchez、1981年12月3日 - ）は、スペイン・アストゥリアス州ラングレオ出身の元プロサッカー選手。現役時代のポジションはフォワード。元スペイン代表。スペイン代表歴代最多得点記録保持者。

## クラブ経歴

### スポルティング・ヒホン
愛称の「エル・グアッヘ（El Guaje）」はアストゥリアス語で「子供、少年」という意味。4歳のときに大腿骨に重傷を負い、医者に「サッカーはできない」と言われたが完治し、現在は後遺症も残っていない。そのリハビリ中に父と共に左足での練習を続けたことで両足を巧みに使えるようになったと本人は述べている。
UPラングレオでプレーしていたが、17歳の時にスポルティング・ヒホンの下部組織、マレオに移った。スポルティング・ヒホンはルイス・エンリケなどの名選手を輩出し育成に長けることで知られる。2000-01シーズンのセグンダ・ディビシオン最終戦（第42節）2001年6月17日カサ（ホーム）、エスタディオ・エル・モリノンのコルドバ戦で途中出場し30分プレーしてトップチームにデビューした。トップチームで2001-02シーズンは18得点するもチームは6位。2002-03シーズンも20得点したがチームは10位だった。

### レアル・サラゴサ
ヒホンが財政難に陥っていたこと、プリメーラ・ディビシオン（1部）に2シーズン振りに昇格したサラゴサがストライカーを探していたことから、2003年夏に移籍金約300万ユーロでサラゴサに移籍した。デポルティーボ・ラ・コルーニャ戦でデビューし、レアル・ムルシア戦でプリメーラ初得点を決めた。2003年12月4日のビルバオ戦では2得点し、2004年4月25日のセビージャ戦ではチームの全4得点を一人で叩き出した。初体験のプリメーラでも通用することを示し、2003-04シーズンは計16ゴールを決めた。このシーズンのコパ・デル・レイでは決勝まで勝ち進み、レアル・マドリードを3-2で破って3年ぶりの優勝を果たした。サラゴサのファンは「¡Illa, illa, illa, Villa maravilla!(イジャ、イジャ、イジャ、ビジャ・マラビージャ)」（maravillaは「驚くべき」「素晴らしい」の意）というイムノHimno(チャント)を歌った。
2004-05シーズンのUEFAカップグループリーグのユトレヒト戦では、ロスタイムに2得点を挙げてサラゴサを救った。ベスト16ではFKアウストリア・ウィーン戦2ndレグでも得点したが、アウェーゴール差で敗退した。リーグ戦では、2004年9月23日にカンプ・ノウで行われたFCバルセロナ戦で試合唯一の得点を決めて1-0で勝利した。

### バレンシアCF
サラゴサは現金を必要としており、2005年夏に移籍金1200万ユーロ（約16億8000万円）でバレンシアに移籍した。UEFAインタートトカップのKAAヘント戦でデビューし、初ゴールも決めた。8月27日のベティス戦でリーグ戦デビューし、翌節のサラゴサ戦では途中出場して古巣相手にリーグ戦初ゴールを奪った。9月21日のカンプ・ノウでのFCバルセロナ戦では2得点し、23日のエスタディオ・サンティアゴ・ベルナベウでのレアル・マドリード戦では決勝点を挙げた。2006年2月12日にはFCバルセロナから再びゴールを挙げ、勝ち点3をもぎ取った。2月4日のデポルティーボ・ラ・コルーニャ戦ではハーフウェーライン付近からのロングシュートでゴールを決めた。4月23日のビルバオ戦では、80分から85分の間に続けざまに3得点を決め、移籍後初めてハットトリックを達成した。シーズンを通じて25ゴールを決め、26ゴールのサミュエル・エトーには及ばなかったものの、得点ランク2位の好成績を残した。
2006年夏にはレアル・マドリードからフェルナンド・モリエンテスが加入し、2006-07シーズンは二人で43得点（全大会通算）を奪った。UEFAチャンピオンズリーグに初めて出場し、予選のレッドブル・ザルツブルク戦2ndレグで得点した。グループリーグのASローマ戦、FCシャフタール・ドネツク戦で重要なゴールを奪い、決勝トーナメント1回戦のインテル・ミラノ戦1stレグでは、壁の横から大きく曲がる鮮やかなフリーキックで得点を決めた（GKはジュリオ・セザル）。準々決勝のチェルシー戦で敗退したものの、ベスト8という成績を残した。2006年10月にはバロンドール候補50人にノミネートされた。リーグ戦では16得点し、ラウール・タムードと並んで得点ランク6位に入った。

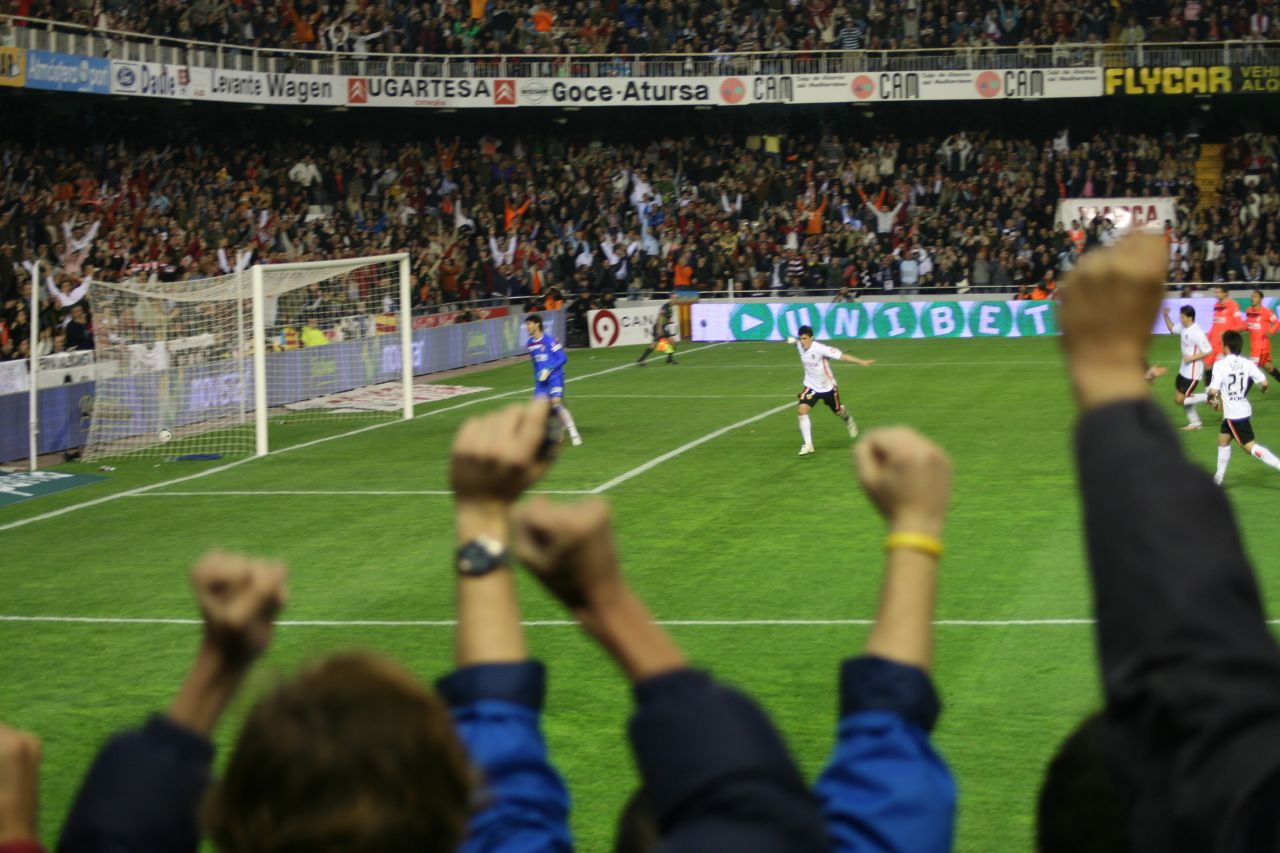
セビージャFC戦で得点を記録したビジャ

2007-08シーズンは自身にとってもクラブにとっても困難なシーズンであった。シーズン序盤に監督のキケ・サンチェス・フローレスが解任され後任にロナルド・クーマンが就任したが、彼はサンチャゴ・カニサレスなどのベテラン選手と対立し、成績も散々だったため、シーズン終了を待たずに解任された(シーズン残り5試合はチーム代表のボロが指揮)。レバンテUD戦でバレンシアでのリーグ戦100試合出場を達成し、54ゴール目から56ゴール目を決めた。UEFAチャンピオンズリーグではグループリーグのシャルケ04戦でこの大会唯一の得点を決めたが、グループ最下位で敗退した。コパ・デル・レイ準決勝ではFCバルセロナを、決勝ではヘタフェを破り、バレンシア移籍後初のタイトルを獲得した。シーズン終盤には2014年まで6年間の契約延長を果たした。
UEFA EURO 2008で得点王を獲得して迎えた2008-09シーズン、マジョルカとの開幕戦で幸先良くゴールを記録した。彼の獲得に失敗したレアル・マドリードのベルント・シュスター監督は「野心のない選手だ」と獲得失敗を悔やんだが、ビジャは「常に野心を持っている」と切り返した。2008年12月2日、バロンドール投票で7位に選ばれた。2009年1月12日、FIFA最優秀選手投票では9位に選ばれた。UEFAカップのグループステージを2位で通過したが、ベスト32のFCディナモ・キーウ戦でアウェーゴール差で敗れて大会からの敗退が決定した。
リーグ戦では順調に得点を重ねたが、左膝関節部分に炎症を起こし、2週間の間離脱した。4月5日、復帰戦のヘタフェ戦では2得点を決めて4-1で快勝した。4月12日はプロデビューしたスポルティング・ヒホンとの対戦であり、チームの2得点目を決めたが、プレシーズンから約束していた通り、ゴールセレブレーションは行わなかった。2008-09シーズンは33試合で28得点を決め、32得点のディエゴ・フォルラン、30得点のサミュエル・エトーに次いで得点ランク3位に入った。28得点は1978年のマリオ・ケンペス（34試合28得点）、1996年のプレドラグ・ミヤトヴィッチ（40試合28得点）と並ぶクラブ記録となった。バレンシアに移籍してから公式戦通算180試合で101得点となった。
2009年夏の移籍期間にはレアル・マドリード、FCバルセロナ、リヴァプール、チェルシー、マンチェスター・ユナイテッドなどの関心が噂されたが、エスタディオ・デ・メスタージャにとどまることを希望した。8月20日、UEFAヨーロッパリーグ予選スターベクIF戦でシーズン公式戦初得点を決めると、リーグ戦の初得点・2点目を9月13日のバリャドリード戦で決め、1週間後のスポルティング・ヒホン戦でも2得点を決めた。2009年10月18日にはバロンドール候補に選ばれ、10月30日にはFIFA最優秀選手候補に選ばれた。2010年1月17日のビジャレアル戦で2得点したが、最初の得点はバレンシアでのリーグ戦通算100ゴール目となる節目の得点だった。2月22日のヘタフェ戦でも2得点し、2点目はジョルディ・コディーナの上を超えるチップシュートだった。3月18日、UEFAヨーロッパリーグのブレーメン戦（アウェー）ではハットトリックを達成し、アウェーゴール差で次のラウンドに進んだ。5月4日、シェレスCD戦に途中出場したのがバレンシアでのラストゲームとなった。

### FCバルセロナ

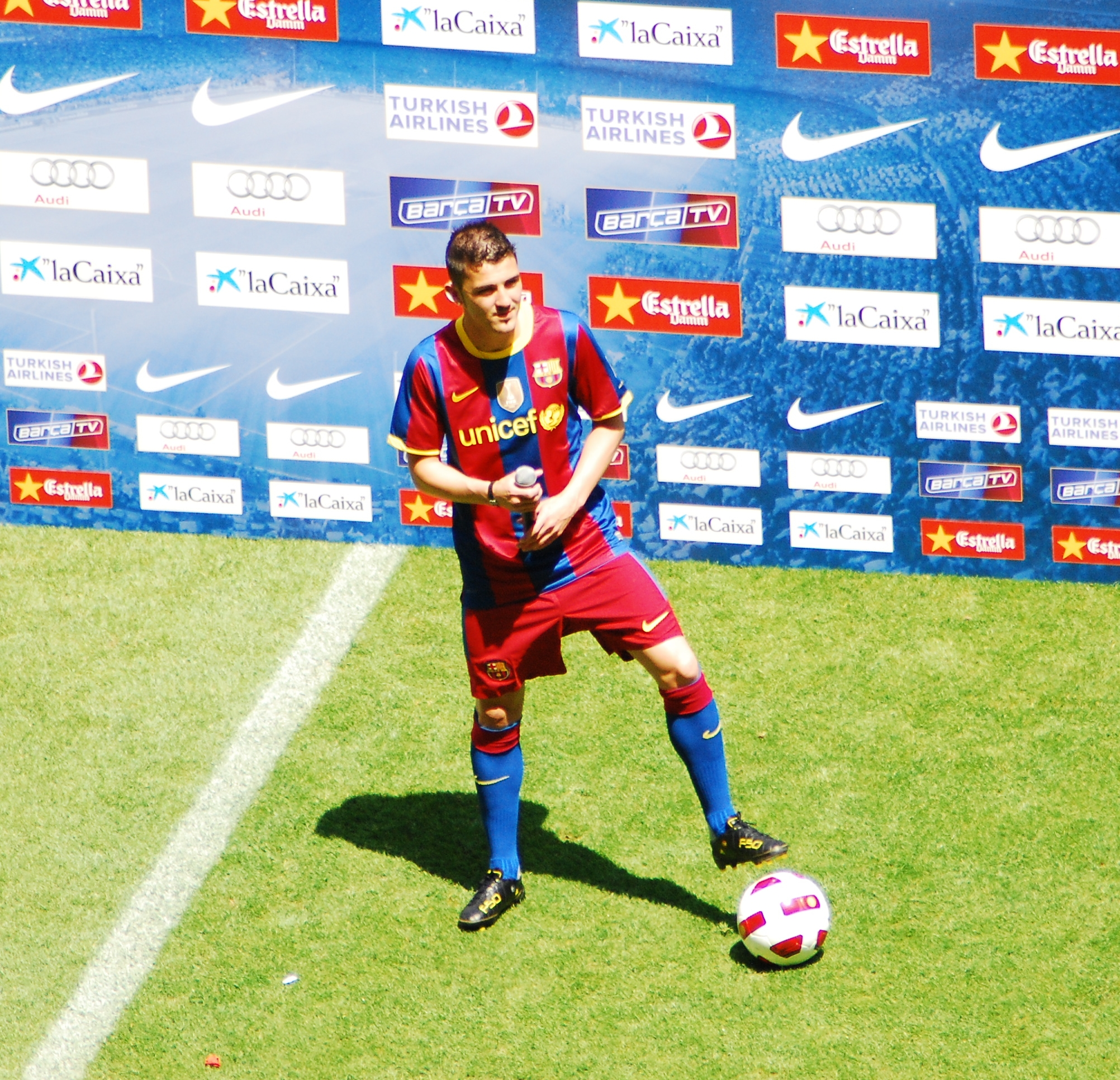
バルセロナ入団発表でのビジャ

2010年5月19日、移籍金4000万ユーロ（約44億4000万円）でFCバルセロナに移籍した。4年契約だが5年目のオプションもあり、年俸は700万ユーロと報道されている。5月21日にカンプ・ノウで行われたお披露目式には3万5000人以上のファンが詰めかけ、FWエイドゥル・グジョンセンが2009年に移籍してから空いていた背番号7のシャツを受け取った。シーズン前半では、バレンシア時代と同じく多くのゴールを記録したが、代表戦での疲れや、バルセロナではWG的役割も任されていたことから、後半戦ではゴール数が減少した。それでも、5月29日に行われたマンチェスター・ユナイテッドFCとのUEFAチャンピオンズリーグ決勝ではゴール右隅を射抜くカーブシュートを放ち、優勝に大きく貢献した。
2011年8月17日に行われたスーペルコパ・デ・エスパーニャ、レアル・マドリード戦第2戦では、試合終了間際にメスト・エジルを叩き一発退場となった。なお、エジルも退場している。12月15日、FIFAクラブワールドカップでのアル・サッド戦で左脚のけい骨を骨折。横浜市内の病院で精密検査を行なった結果、復帰に最長5ヶ月かかることがわかり、シーズン終了後まで治療に費やすこととなった。

### アトレティコ・マドリード

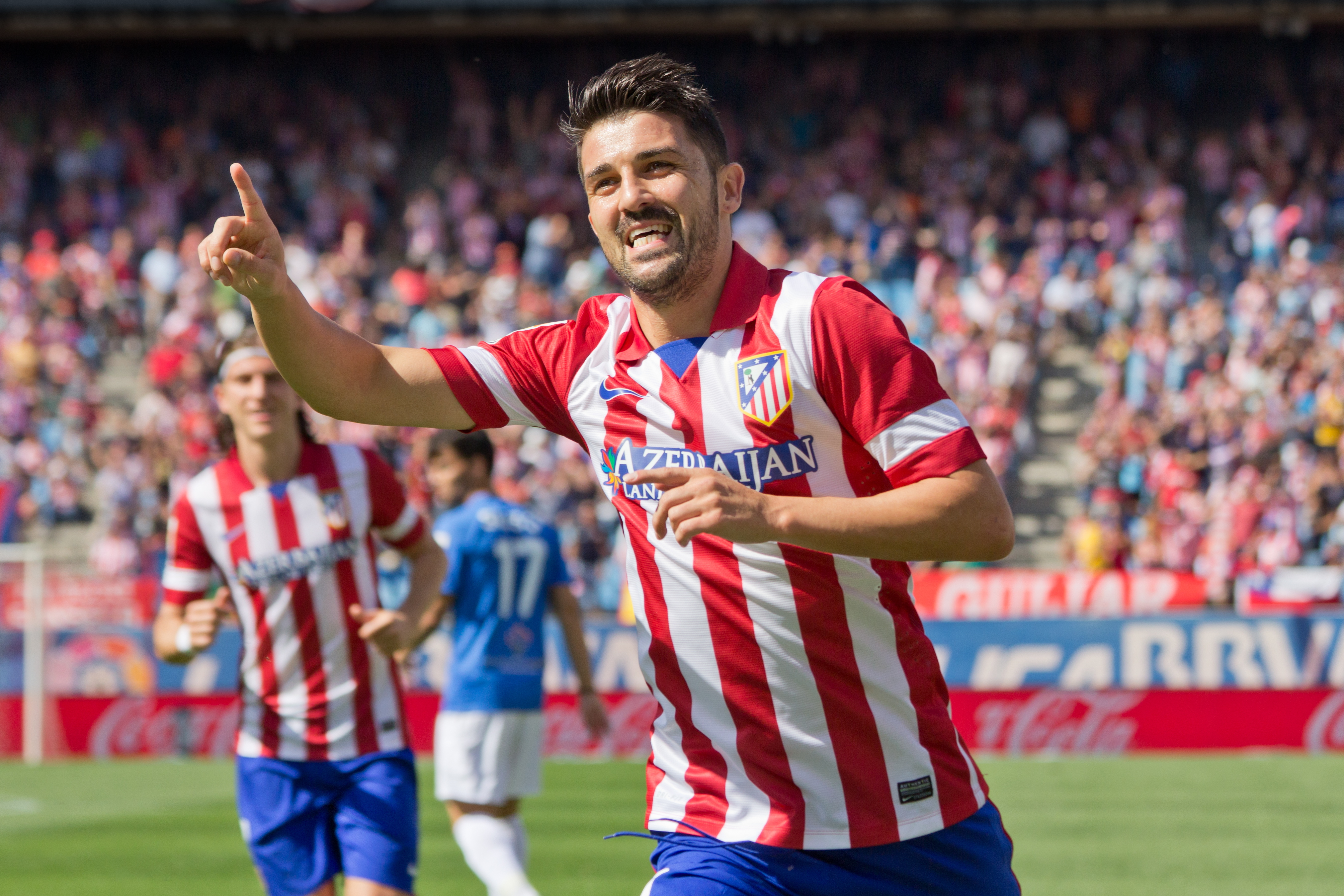
2013年9月14日、アルメリア戦で得点を記録したビジャ

アーセナルやトッテナムといった国外からの関心も寄せられたが、2013年7月8日、アトレティコ・マドリードへの移籍が合意した。背番号はスペイン代表のチームメイト、フェルナンド・トーレスやラダメル・ファルカオが着けていた9番である。8月21日、スーペルコパ・デ・エスパーニャ第1戦、古巣FCバルセロナ戦にて右足ボレーシュートで得点を記録した。
9月1日、レアル・ソシエダ戦でコケのアシストから移籍後リーグ戦初得点を記録した。2013-14シーズン、リーグ戦36試合に出場し13得点を記録し、1996年以来18年ぶりのリーグ優勝に貢献した。

### ニューヨーク・シティFC
2014年6月1日、2015年からメジャーリーグサッカーに参入したニューヨーク・シティFCへの移籍が決定。シーズン開始まではAリーグのメルボルン・シティFCでプレーした。2017年23節のレッドブル戦でMLSでの初ハットトリックを決めた。

### ヴィッセル神戸
2018年12月1日、自身の公式Twitter、YouTubeにてヴィッセル神戸への加入を発表した。当日神戸入りし、J1リーグ最終節が行なわれていたノエビアスタジアム神戸にてベガルタ仙台戦を観戦後、スタジアム内の記者会見室で入団会見を行なった。
2019年3月2日、第2節のサガン鳥栖戦で移籍後初得点を決めた。7月6日、第18節の清水エスパルス戦で同年では最速となる今季10点目を記録。通算で13得点をあげ、その中で8点目の第17節・名古屋グランパス戦で決めた得点が、同年のJリーグアウォーズにおいて最優秀ゴール賞に選出された。
2019年11月13日、今シーズン限りでの引退を表明。リーグ最終節の第34節のジュビロ磐田戦でPKを成功させ、これが現役ラストゴールとなった。2020年1月1日、現役最後の公式戦となった天皇杯決勝・鹿島アントラーズ戦では、2点リードで迎えた後半アディショナルタイムに出場。現役最後のタイトル獲得の瞬間をピッチで迎えた。引退会見やリーグ最終節後に行われた引退セレモニーで、天皇杯を優勝してから引退したいと宣言しており、その宣言通りクラブ初のタイトルを獲得し、約20年間の現役生活に幕を閉じた。
2021年12月には、Jリーグで一番凄いと思った選手として山口蛍の名を挙げて「今でも良いキャリアを過ごしていると思うけど、スペインでも素晴らしいキャリアを送られただろう。様々な数値が100％の、かなり複合的に完璧な選手だと評価できると思う」と答えた。

## 代表経歴

### 2005-2006
ルイス・アラゴネス体制時にスペイン代表に初招集され、2005年2月9日の2006 FIFAワールドカップ欧州予選アルメリアで行われたサンマリノ戦の後半開始から出場し代表デビューした。初得点は同年11月16日にブラチスラバで行われた同予選スロバキア戦で61分から交代出場し、71分に1-1の同点とする得点だった。この試合は1-1で引き分けた。2005-06シーズンは所属するバレンシアで好調なシーズンを送り、本大会の出場メンバーに選ばれた。初戦のウクライナ戦では2得点を決め、4-0の快勝に貢献した。決勝トーナメント1回戦のフランス戦でも1得点したが、1-3で敗れた。彼とフェルナンド・トーレスが3得点で並び、チーム得点王になった。

### 2006-2008
UEFA EURO 2008予選ではチーム最多の6得点を決め、ラウル・ゴンサレスに代わって不可欠な選手となった。本大会にも招集され、グループリーグのロシア戦で3得点を決めたが、UEFA欧州選手権でハットトリックを達成したのは2000年大会のパトリック・クライファート以来だった。スウェーデン戦では92分に決勝点を決め、引き分け濃厚の試合を勝利に導いた。グループリーグ3戦目のギリシャ戦は休養したが、決勝トーナメント1回戦のイタリア戦には出場し、0-0で迎えたPK戦は1番目に蹴った。PK戦に4-2で勝利したスペインは24年ぶりに準決勝に進出し、準決勝ではグループリーグでも対戦したロシアとぶつかった。フリーキックを放った際に腿を痛め、前半途中にセスク・ファブレガスと交代した。その怪我の影響により決勝のドイツ戦には出場できなかったが、ビジャを欠きながらもスペイン代表は1-0で勝利を収め、44年ぶり2度目の優勝を飾った。4試合で4ゴールを決めた彼は大会得点王とゴールデンブーツ、FIFAによる大会ベストイレブンに選ばれた。

### 2008-2010

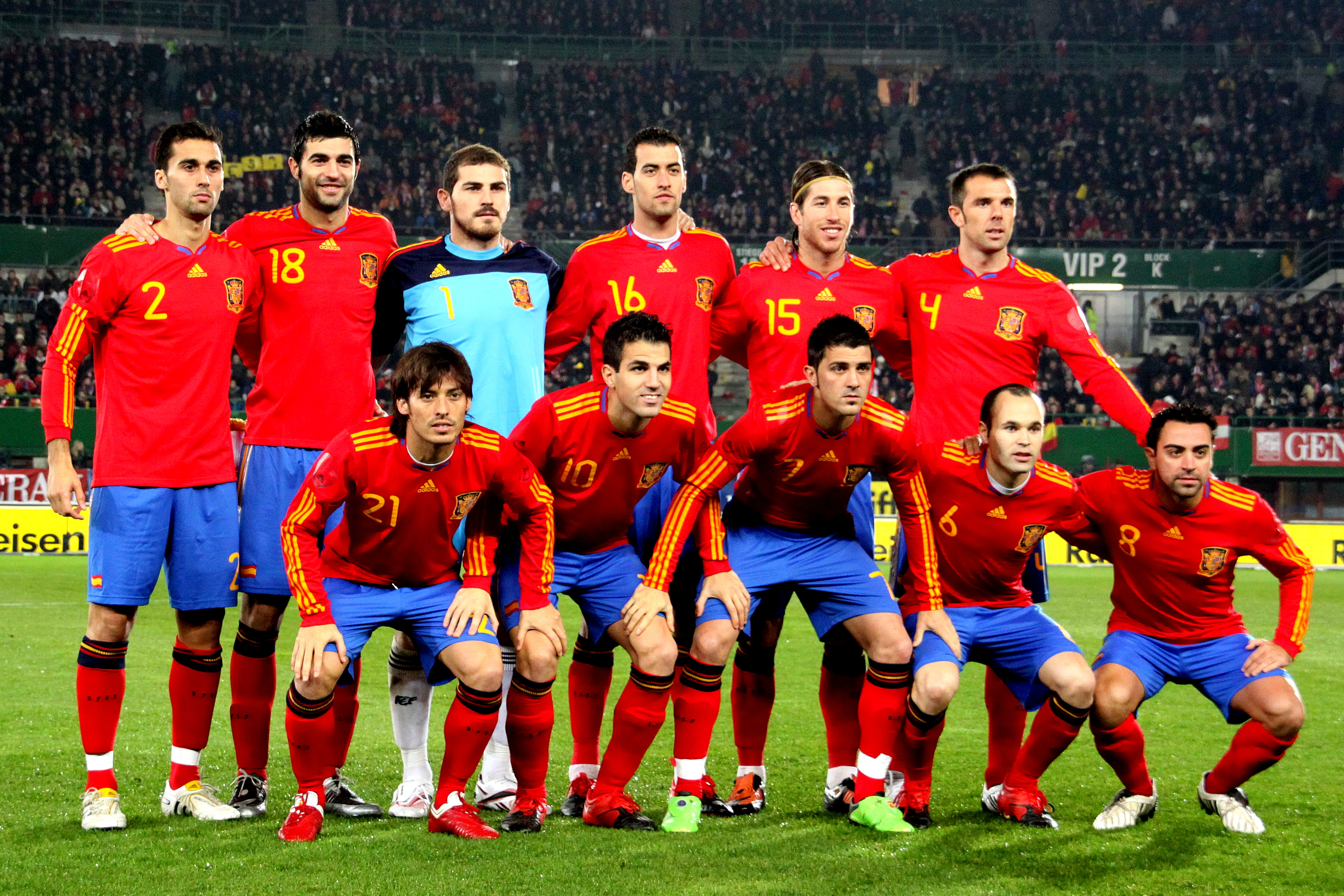
スペイン代表でのビジャ（前列中央）

2008年9月11日、2010 FIFAワールドカップ欧州予選の開幕戦ボスニア・ヘルツェゴビナ戦では試合唯一となる得点を決めた。ベルギー戦ではロスタイムに決勝弾を叩き込むなど、2節からの3試合で4得点した。2008年は代表戦通算で12ゴールを決め、1999年にラウル・ゴンサレスが達成した年間10ゴールの記録を破った。また、イングランド戦まで6試合連続ゴールを記録し、テルモ・サラとラディスラオ・クバラの記録を破ってスペイン代表の新記録を樹立した。
2009年6月1日、FIFAコンフェデレーションズカップに出場するメンバーに選ばれた。大会直前の6月9日に行われたアゼルバイジャンとの親善試合では、1年前のロシア戦に続いて2度目のハットトリックを達成した。本大会のグループリーグ、ニュージーランド戦、イラク戦と2戦連続ゴールして迎えた南アフリカ戦ではPKを外したが、プレーが再開されると1分も経たないうちにネットを揺らした。アメリカ戦に敗れて敗退したため、得点ランク3位に終わったが、スペイン代表の連続勝利記録と連続不敗記録の更新に貢献した。
マケドニア共和国戦で代表50キャップ目を記録した。2009年9月5日、ア・コルーニャで行われたベルギー戦で2ゴールを決めた。前半にPKを蹴る機会があったが、GKジャン・フランソワ・ジレに止められた。オーストリア戦では代表で6度目の1試合2得点を決めた。2010年最初の試合はフランス戦で、2-0で快勝したこの試合で先制点を奪った。
2010年5月、2010 FIFAワールドカップ本大会の出場メンバーに選ばれた。大会前に行われたサウジアラビアとの親善試合では、UEFA EURO 2008でハットトリックを達成した相性の良いスタジアムで1得点を決めた。韓国戦ではゴールを奪えなかったが、6-0と記録的な大勝に終わったポーランド戦では先制点を決め、大会前最後の試合を飾った。

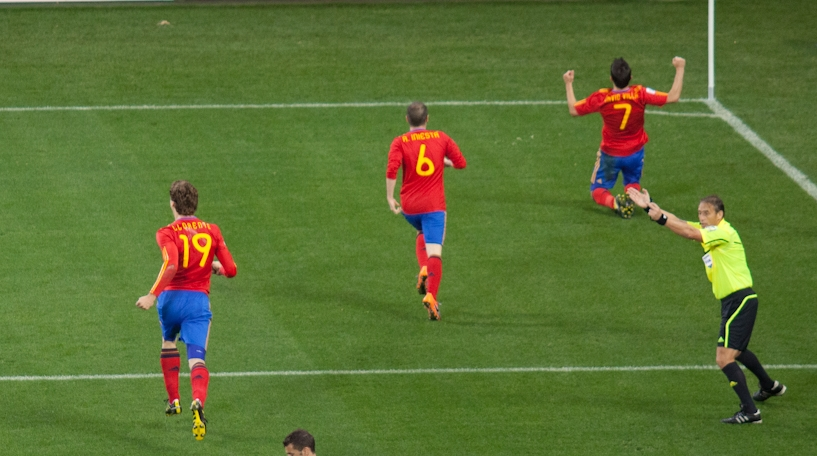
2010 FIFAワールドカップのポルトガル戦で得点を記録したビジャ（右上）

グループリーグ第1戦は1トップで起用されたが、ゴールを奪うことはできず、逆にカウンターから1点を失ってスイスに敗れた。2戦目のホンジュラス戦ではスペインの全得点となる2得点を挙げて勝利し、大会選定のマン・オブ・ザ・マッチに選出された。3点目をPKで決めるチャンスがあったが、ゴールネットを揺らすことはできず、ハットトリックは逃した。FIFAワールドカップ本大会の舞台で、スペイン代表の選手がPK戦以外でPKを外したのは、過去14回で初めてだった。3戦目のチリ戦では相手GKクラウディオ・ブラーボがクリアしたボールを拾い、ミドルレンジからシュートを放って先制点を決めた。前回大会から合わせて6得点目となり、5得点の4人（エミリオ・ブトラゲーニョ、フェルナンド・イエロ、フェルナンド・モリエンテス、ラウル・ゴンサレス）を抜いてスペイン代表の歴代最多得点選手となった。決勝トーナメント1回戦のポルトガル戦、準々決勝のパラグアイ戦と2試合連続で1-0での決勝点を挙げ、4試合連続得点を記録した。スペイン代表は準決勝でドイツを破り、決勝では、オランダをイニエスタのゴールで1対0で下し初優勝を果たした。ビジャは5得点でウェズレイ・スナイデル（オランダ）、トーマス・ミュラー（ドイツ）、フォルラン（ウルグアイ）と共に2010FIFAワールドカップ南アフリカ大会得点王に輝いたが、ゴールデンブーツ賞はアシスト数が多かったミュラーのものとなった。

### 2010-2014
2010年10月12日、EURO2012予選・スコットランド戦でPKを決め、ラウルの持つスペイン代表歴代最多得点記録（44得点）に並んだ。2011年3月25日のチェコ戦で2得点を挙げスペイン代表歴代最多得点記録を更新した。2011年10月11日のEURO2012予選・スコットランド戦で得点を挙げ、スペイン代表史上初となる代表通算50得点を達成した。当然本大会での活躍も期待されていたが、2011年12月に負った怪我（クラブ経歴参照）が完治せず、出場は叶わなかった。
2014年のワールドカップではグループリーグ敗退が決まっていた最終節のオーストラリア戦で先発してゴールを決めた。

### 2017
2017年8月25日、ビジャは2018年ワールドカップ予選のイタリア代表およびリヒテンシュタイン代表との試合に向けて、スペイン代表に招集された。これは、彼が国際舞台から引退してから3年ぶりの復帰となった。 最終的に、彼のスペイン代表での最後の出場はイタリア戦となり、試合終盤に得点者のイスコに代わって途中出場した。 その後、内転筋の負傷によりリヒテンシュタイン戦は欠場することとなった。

## エピソード
- ラウル・ゴンサレスとの不仲を噂されることもあるが本人達がそういった発言をしたことは一度もない。ラウルが代表に招集されなくなってから背番号7を背負っている事から記者の「ラウルが復帰したら背番号7を譲るのか？」といった質問に「監督が決めることだ」との姿勢を一貫している。また「ラウルのユニフォームを奪ったわけではない」として何かとラウルと比較するメディアを嫌っている[60]。
- 2011年に日本で開催されたFIFAクラブワールドカップ2011のアル・サッド戦で左足を骨折し、スペインに帰国してバルセロナで手術を行なった。手術前に航空機で日本からバルセロナへ移動する必要があったが、この移動は非常にリスクの高い選択であった。骨折した状態で高度12,000mに上昇するということは、傷ついた血管や組織を急激な気圧の変化にさらすことになる。「最悪、脚を失う可能性もあった」と、ビジャの手術を担当したラモン・クガット医師が、スペインのTV局『ラ・セクスタ』のインタビューで「無事復帰した今だから言える話」として発言をしている[61]。

## 私生活
既婚者であり、1男2女の父親である。

## 個人成績
2020年1月1日現在
| シーズン       | クラブ                    | ディビシオン   | 背番号         | リーガ | リーガ | 国王杯   | 国王杯   | UEFA CL  | UEFA CL  | 他UEFA | 他UEFA | シーズン通算 | シーズン通算 |
| シーズン       | クラブ                    | ディビシオン   | 背番号         | 出場   | 得点   | 出場     | 得点     | 出場     | 得点     | 出場   | 得点   | 出場         | 得点         |
| -------------- | ------------------------- | -------------- | -------------- | ------ | ------ | -------- | -------- | -------- | -------- | ------ | ------ | ------------ | ------------ |
| 2000-01        | スポルティング・ヒホンB   | セグンダB      |                | 35     | 13     | -        | -        | -        | -        | -      | -      | 35           | 13           |
| 2000-01        | スポルティング・ヒホンB   | セグンダ       | 32             | 1      | 0      | -        | -        | -        | -        | -      | -      | 1            | 0            |
| 2001-02        | スポルティング・ヒホン    | セグンダ       | 16             | 40     | 18     | 4        | 2        | -        | -        | -      | -      | 44           | 20           |
| 2002-03        | スポルティング・ヒホン    | セグンダ       | 9              | 39     | 20     | 1        | 0        | -        | -        | -      | -      | 40           | 20           |
| セグンダ通算   | セグンダ通算              | セグンダ通算   | セグンダ通算   | 80     | 38     | 5        | 2        | -        | -        | -      | -      | 85           | 40           |
| 2003-04        | レアル・サラゴサ          | プリメーラ     | 20             | 38     | 17     | 8        | 4        | -        | -        | -      | -      | 46           | 20           |
| 2004-05        | レアル・サラゴサ          | プリメーラ     | 9              | 35     | 15     | 1        | 2        | -        | -        | 10     | 3      | 46           | 20           |
| 2005-06        | バレンシアCF              | プリメーラ     | 7              | 37     | 25     | 4        | 2        | -        | -        | -      | -      | 40           | 27           |
| 2006-07        | バレンシアCF              | プリメーラ     | 7              | 36     | 16     | 2        | 0        | 11       | 5        | -      | -      | 49           | 20           |
| 2007-08        | バレンシアCF              | プリメーラ     | 7              | 28     | 18     | 6        | 1        | 7        | 3        | -      | -      | 41           | 22           |
| 2008-09        | バレンシアCF              | プリメーラ     | 7              | 33     | 28     | 2        | 1        | -        | -        | 5      | 1      | 40           | 30           |
| 2009-10        | バレンシアCF              | プリメーラ     | 7              | 32     | 21     | 2        | 0        | -        | -        | 11     | 7      | 43           | 28           |
| 2010-11        | FCバルセロナ              | プリメーラ     | 7              | 34     | 18     | 4        | 1        | 12       | 4        | -      | -      | 49           | 23           |
| 2011-12        | FCバルセロナ              | プリメーラ     | 7              | 15     | 5      | 1        | 0        | 4        | 3        | -      | -      | 20           | 8            |
| 2012-13        | FCバルセロナ              | プリメーラ     | 7              | 28     | 10     | 5        | 5        | 10       | 1        | -      | -      | 43           | 16           |
| 2013-14        | アトレティコ・マドリード  | プリメーラ     | 9              | 36     | 13     | 4        | 2        | 7        | 0        | -      | -      | 47           | 15           |
| プリメーラ通算 | プリメーラ通算            | プリメーラ通算 | プリメーラ通算 | 352    | 186    |          |          |          |          |        |        |              |              |
| シーズン       | クラブ                    | ディビシオン   | 背番号         | リーグ | リーグ | カップ戦 | カップ戦 | 国際大会 | 国際大会 | 他     | 他     | シーズン通算 | シーズン通算 |
| シーズン       | クラブ                    | ディビシオン   | 背番号         | 出場   | 得点   | 出場     | 得点     | 出場     | 得点     | 出場   | 得点   | 出場         | 得点         |
| 2014–15        | メルボルン・シティ (loan) | Aリーグ        |                | 4      | 2      | 0        | 0        | -        | -        | -      | -      | 4            | 2            |
| 2015           | ニューヨーク・シティ      | MLS            | 7              | 30     | 18     | 0        | 0        | -        | -        | -      | -      | 30           | 18           |
| 2016           | ニューヨーク・シティ      | MLS            | 7              | 33     | 23     | 2        | 0        | -        | -        | -      | -      | 37           | 23           |
| 2017           | ニューヨーク・シティ      | MLS            | 7              | 31     | 22     | 3        | 2        | -        | -        | -      | -      | 36           | 26           |
| 2018           | ニューヨーク・シティ      | MLS            | 7              | 26     | 14     | 4        | 1        | -        | -        | -      | -      | 27           | 15           |
| MLS通算        | MLS通算                   | MLS通算        | MLS通算        | 117    | 77     | 9        | 3        |          |          |        |        | 126          | 80           |
| 2019           | ヴィッセル神戸            | J1             | 7              | 28     | 13     | 1        | 0        | -        | -        | -      | -      | 29           | 13           |
| Jリーグ通算    | Jリーグ通算               | Jリーグ通算    | Jリーグ通算    | 28     | 13     | 1        | 0        |          |          |        |        | 29           | 13           |
| 総通算         | 総通算                    | 総通算         | 総通算         | 617    | 330    | 63       | 24       | 85       | 28       |        |        | 765          | 381          |

### 代表での成績

#### 試合数
- 国際Aマッチ 97試合 61得点（2005年-2017年）[63]

| スペイン代表 | 国際Aマッチ | 国際Aマッチ |
| 年           | 出場        | 得点        |
| ------------ | ----------- | ----------- |
| 2005         | 3           | 1           |
| 2006         | 14          | 8           |
| 2007         | 10          | 4           |
| 2008         | 13          | 12          |
| 2009         | 13          | 11          |
| 2010         | 16          | 10          |
| 2011         | 12          | 7           |
| 2012         | 3           | 2           |
| 2013         | 10          | 3           |
| 2014         | 2           | 3           |
| 2015         | 0           | 0           |
| 2016         | 0           | 0           |
| 2017         | 1           | 0           |
| 通算         | 97          | 61          |

#### 2006 FIFAワールドカップ ドイツ大会
| シーズン | 予選 | 予選 | 親善試合 | 親善試合 | 本大会 | 本大会 | シーズン通算 | シーズン通算 |
| シーズン | 出場 | 得点 | 出場     | 得点     | 出場   | 得点   | 出場         | 得点         |
| -------- | ---- | ---- | -------- | -------- | ------ | ------ | ------------ | ------------ |
| 2004-05  | 1    | 0    | -        | -        | -      | -      | 1            | -            |
| 2005-06  | 3    | 1    | 4        | 1        | 4      | 3      | 11           | 5            |
| 通算     | 4    | 1    | 4        | 1        | 4      | 3      | 12           | 5            |

#### UEFA EURO 2008
| シーズン | 予選 | 予選 | 親善試合 | 親善試合 | 本大会 | 本大会 | シーズン通算 | シーズン通算 |
| シーズン | 出場 | 得点 | 出場     | 得点     | 出場   | 得点   | 出場         | 得点         |
| -------- | ---- | ---- | -------- | -------- | ------ | ------ | ------------ | ------------ |
| 2006-07  | 7    | 6    | 4        | 1        | -      | -      | 11           | 7            |
| 2007-08  | 4    | 0    | 4        | 2        | 4      | 4      | 12           | 6            |
| 通算     | 11   | 6    | 8        | 3        | 4      | 4      | 23           | 13           |

#### 2009FIFAコンフェデレーションズカップ
| シーズン | 本大会 | 本大会 |
| シーズン | 出場   | 得点   |
| -------- | ------ | ------ |
| 2009     | 5      | 3      |

#### 2010FIFAワールドカップ南アフリカ大会
| シーズン | 予選 | 予選 | 親善試合 | 親善試合 | 本大会 | 本大会 | シーズン通算 | シーズン通算 |
| シーズン | 出場 | 得点 | 出場     | 得点     | 出場   | 得点   | 出場         | 得点         |
| -------- | ---- | ---- | -------- | -------- | ------ | ------ | ------------ | ------------ |
| 2008-09  | 5    | 5    | 4        | 5        | -      | -      | 9            | 10           |
| 2009-10  | 2    | 2    | 7        | 4        | 7      | 5      | 16           | 11           |
| 通算     | 7    | 7    | 11       | 9        | 7      | 5      | 25           | 21           |

#### UEFA EURO 2012
| シーズン | 予選 | 予選 | 親善試合 | 親善試合 | 本大会 | 本大会 | シーズン通算 | シーズン通算 |
| シーズン | 出場 | 得点 | 出場     | 得点     | 出場   | 得点   | 出場         | 得点         |
| -------- | ---- | ---- | -------- | -------- | ------ | ------ | ------------ | ------------ |
| 2010-11  | 5    | 4    | 5        | 1        | -      | -      | 10           | 5            |
| 2011-12  | 3    | 3    | 4        | 1        | -      | -      | 7            | 4            |
| 通算     | 8    | 7    | 9        | 2        | -      | -      | 17           | 9            |

#### 代表通算成績
2013年6月21日現在
| 大会                             | 試合 | 得点 |
| -------------------------------- | ---- | ---- |
| FIFAワールドカップ本大会         | 11   | 8    |
| FIFAワールドカップ予選           | 11   | 8    |
| UEFA欧州選手権本大会             | 4    | 4    |
| UEFA欧州選手権予選               | 22   | 13   |
| FIFAコンフェデレーションズカップ | 6    | 6    |
| 親善試合                         | 34   | 15   |
| 通算                             | 88   | 54   |

#### 出場・得点明細
マルカより
1 M = FIFAワールドカップ, (M) = FIFAワールドカップ予選, E = UEFA欧州選手権, (E) = UEFA欧州選手権予選, C = FIFAコンフェデレーションズカップ, a = 親善試合.
2 PC = フル出場, PT = 先発(何分まで), PS = 途中出場(何分から).
| 通算 試合 | 年月日     | 相手                      | 開催都市                  | スタジアム                               | 試合1 | 出場2   | 結果 | 得点時間(状況)              | 通算 得点 |
| --------- | ---------- | ------------------------- | ------------------------- | ---------------------------------------- | ----- | ------- | ---- | --------------------------- | --------- |
| 1         | 2005/02/09 | サン・マリノ              | アルメリーア              | メディテラーネオ                         | (M)   | PS(46)  | 5-0  | -                           | －        |
| 2         | 2005/10/08 | ベルギー                  | ブリュッセル              | ボードゥアン王                           | (M)   | PS(52)  | 0-2  | -                           | －        |
| 3         | 2005/10/12 | サン・マリノ              | サン・マリノ              | セラヴァッレ オリンピック                | (M)   | PT(57)  | 0-6  | -                           | －        |
| 4         | 2005/11/16 | スロバキア                | ブラチスラバ              | テヘルネ・ポレ                           | (M)   | PS(61)  | 1-1  | 71(1-1)                     | 1         |
| 5         | 2006/03/01 | コート・ ジボワール       | バジャドリッ              | ヌエボ・ホセ・ ソリージャ                | a     | PC      | 3-2  | 23(1-1)                     | 2         |
| 6         | 2006/05/27 | ロシア                    | アルバセーテ              | カルロス・ ベルモンテ                    | a     | PT(60)  | 0-0  | -                           | －        |
| 7         | 2006/06/03 | エジプト                  | エルチェ                  | マルティネス・ バレーロ                  | a     | PT(46)  | 2-0  | -                           | －        |
| 8         | 2006/06/07 | クロアチア                | ジュネーブ                | ジュネーブ                               | a     | PT(62)  | 2-1  | -                           | －        |
| 9         | 2006/06/14 | ウクライナ                | ライプツィヒ              | セントラル                               | M     | PT(55)  | 0-4  | 17(0-2), 48(P,0-3)          | 4         |
| 10        | 2006/06/19 | チュニジア                | シュトゥットガルト        | ゴットリープ ダイムラー                  | M     | PT(57)  | 1-3  | -                           | －        |
| 11        | 2006/06/23 | サウジアラビア            | カイザースラウテルン      | フリッツ・ワルター                       | M     | PS(46)  | 0-1  | -                           | －        |
| 12        | 2006/06/27 | フランス                  | ハノーファー              | AWDアリーナ                              | M     | PT(54)  | 3-1  | 28(P,0-1)                   | 5         |
| 13        | 2006/08/15 | アイスランド              | レイキャビク              | Laugardalsvollur                         | a     | PC      | 0-0  | -                           | －        |
| 14        | 2006/09/02 | リヒテンシュタイン        | バダホス                  | ヌエボ・ビベーロ                         | (E)   | PT(63)  | 4-0  | 45(2-0), 62(3-0)            | 7         |
| 15        | 2006/09/06 | 北アイルランド            | ベルファスト              | ウィンザー・パーク                       | (E)   | PC      | 3-2  | 52(1-2)                     | 8         |
| 16        | 2006/10/07 | スウェーデン              | ストックホルム            | ロースンダ                               | (E)   | PC      | 2-0  | -                           | －        |
| 17        | 2006/10/11 | アルゼンチン              | ムルシア                  | ヌエボ・ コンドミーナ                    | a     | PC      | 2-1  | 63(P,2-1)                   | 9         |
| 18        | 2006/11/15 | ルーマニア                | カディス                  | ラモン・デ・ カランサ                    | a     | PC      | 0-1  | -                           | －        |
| 19        | 2007/02/07 | イングランド              | マンチェスター            | オールド・ トラッフォード                | a     | PT(75)  | 0-1  | -                           | －        |
| 20        | 2007/03/24 | デンマーク                | マドリー                  | サンティアゴ・ ベルナベウ                | (E)   | PT(76)  | 2-1  | 45(2-0)                     | 10        |
| 21        | 2007/03/28 | アイスランド              | パルマ・デ・ マジョルカ   | オノ                                     | (E)   | PC      | 1-0  | -                           | －        |
| 22        | 2007/06/02 | ラトビア                  | リガ                      | スコント                                 | (E)   | PC      | 0-2  | -                           | －        |
| 23        | 2007/06/06 | リヒテンシュタイン        | ファドゥーツ              | レインパーク                             | (E)   | PC      | 0-2  | 8(0-1), 14(0-2)             | 12        |
| 24        | 2007/08/22 | ギリシャ                  | サロニカ                  | トゥンバ                                 | a     | PT(76)  | 2-3  | -                           | －        |
| 25        | 2007/09/08 | アイスランド              | レイキャビク              | Laugardalsvollur                         | (E)   | PC      | 1-1  | -                           | －        |
| 26        | 2007/09/12 | ラトビア                  | オビエド                  | ヌエボ・カルロス・ タルティエレ          | (E)   | PT(48)  | 2-0  | -                           | －        |
| 27        | 2007/11/17 | スウェーデン              | マドリー                  | サンティアゴ・ ベルナベウ                | (E)   | PT(51)  | 3-0  | -                           | －        |
| 28        | 2007/11/21 | 北アイルランド            | ラス・パルマス            | グラン・カナリア                         | (E)   | PS(65)  | 1-0  | -                           | －        |
| 29        | 2008/02/06 | フランス                  | マラガ                    | ラ・ロサレーダ                           | a     | PS(45)  | 1-0  | -                           | －        |
| 30        | 2008/03/08 | イタリア                  | エルチェ                  | マルティネス・ バレーロ                  | a     | PS(46)  | 1-0  | 77(1-0)                     | 13        |
| 31        | 2008/05/31 | ペルー                    | ウェルバ                  | ヌエボ・ コロンビーノ                    | a     | PT(56)  | 2-1  | 37(1-0)                     | 14        |
| 32        | 2008/06/10 | ロシア                    | インスブルック            | ティボリ・ノイ                           | E     | PC      | 1-4  | 20(0-1), 44(0-2), 75(0-3)   | 17        |
| 33        | 2008/06/14 | スウェーデン              | インスブルック            | ティボリ・ノイ                           | E     | PC      | 1-2  | 92(1-2)                     | 18        |
| 34        | 2008/06/22 | イタリア                  | ウィーン                  | エルンスト・ ハッペル                    | E     | PC      | 0-0  | -                           | －        |
| 35        | 2008/06/26 | ロシア                    | ウィーン                  | エルンスト・ ハッペル                    | E     | PT(34)  | 0-3  | -                           | －        |
| 36        | 2008/08/20 | デンマーク                | コペンハーゲン            | パルケン                                 | a     | PT(46)  | 0-3  | -                           | －        |
| 37        | 2008/09/06 | ボスニア・ ヘルツェゴビナ | ムルシア                  | ヌエボ・ コンドミーナ                    | (M)   | PT(85)  | 1-0  | 57(1-0)                     | 19        |
| 38        | 2008/09/10 | アルメニア                | アルバセーテ              | カルロス・ ベルモンテ                    | (M)   | PC      | 4    | 16(2-0), 79(3-0)            | 21        |
| 39        | 2008/10/11 | エストニア                | タリン                    | ル・コック・ アリーナ                    | (M)   | PT(70)  | 0-3  | 38(0-2)                     | 22        |
| 40        | 2008/10/15 | ベルギー                  | ブリュッセル              | ボードゥアン王                           | (M)   | PC      | 1-2  | 88(1-2)                     | 23        |
| 41        | 2008/11/19 | チリ                      | ビジャレアル              | エル・マドリガル                         | a     | PT(57)  | 3-0  | 36(P,1-0)                   | 24        |
| 42        | 2009/02/11 | イングランド              | セビージャ                | サンチェス・ ピスフアン                  | a     | PT(56)  | 3-0  | 36(1-0)                     | 25        |
| 43        | 2009/03/28 | トルコ                    | マドリー                  | サンティアゴ・ ベルナベウ                | (M)   | PT(63)  | 1-0  | -                           | －        |
| 44        | 2009/06/09 | アゼルバイジャン          | バクー                    | T.Bakhramov                              | a     | PT(46)  | 0-6  | 33(0-1), 38(0-2), 45(P,0-3) | 28        |
| 45        | 2009/06/14 | ニュージーランド          | ルステンブルク            | ロイヤル・ バフォケン                    | C     | PC      | 0-5  | 48(0-5)                     | 29        |
| 46        | 2009/06/17 | イラク                    | ブルームフォンテーン      | フリー・ステイト                         | C     | PT(74)  | 0-1  | 55(0-1)                     | 30        |
| 47        | 2009/06/20 | 南アフリカ                | ブルームフォンテーン      | フリーステイト                           | C     | PT(60)  | 0-2  | 52(0-1)                     | 31        |
| 48        | 2009/06/24 | アメリカ                  | ブルームフォンテーン      | フリーステイト                           | C     | PC      | 2-0  | -                           | －        |
| 49        | 2009/06/28 | 南アフリカ                | ルステンブルク            | ロイヤル・ バフォケン                    | C     | PT(57)  | 2-3  | -                           | －        |
| 50        | 2009/08/12 | マケドニア                | スコピエ                  | フィリポ2世 アリーナ                     | a     | PT(46)  | 2-3  | -                           | －        |
| 51        | 2009/09/05 | ベルギー                  | ア・コルーニャ            | リアソール                               | (M)   | PC      | 5-0  | 49(2-0), 85(5-0)            | 33        |
| 52        | 2009/09/09 | エストニア                | メリダ                    | ロマーノ・ ホセ・フォウト                | (M)   | PT(6)   | 3-0  | -                           | －        |
| 53        | 2009/11/14 | アルゼンチン              | マドリー                  | ビセンテ・ カルデロン                    | a     | PT(82)  | 2-1  | -                           | －        |
| 54        | 2009/11/18 | オーストリア              | ウィーン                  | プラーター                               | a     | PT(46)  | 1-5  | 20(-2), 45(1-3)             | 35        |
| 55        | 2010/03/03 | フランス                  | パリ                      | スタッド・ ドゥ・フランス                | a     | PT(45)  | 0-2  | 21(0-1)                     | 36        |
| 56        | 2010/05/29 | サウジアラビア            | インスブルック            | ティボリ・ノイ                           | a     | PT(71)  | 2-3  | 30(1-1)                     | 37        |
| 57        | 2010/06/03 | 韓国                      | インスブルック            | ティボリ・ノイ                           | a     | PS(57)  | 0-1  | -                           | －        |
| 58        | 2010/06/08 | ポーランド                | ムルシア                  | ヌエボ・ コンドミーナ                    | a     | PT(65)  | 6-0  | -                           | －        |
| 59        | 2010/06/16 | スイス                    | ダーバン                  | モーゼス・マヒダ                         | M     | PC      | 1-0  | -                           | －        |
| 60        | 2010/06/21 | ホンジュラス              | ヨハネスブルク            | エリス・パーク                           | M     | PC      | 0-2  | 17(0-1), 51(0-2)            | 39        |
| 61        | 2010/06/25 | チリ                      | プレトリア                | ロフタス・ ヴァースフェルド              | M     | PC      | 1-2  | 24(0-1)                     | 40        |
| 62        | 2010/06/29 | ポルトガル                | ケープタウン              | グリーン・ ポイント                      | M     | PT(88)  | 0-1  | 63(0-1)                     | 41        |
| 63        | 2010/07/03 | パラグアイ                | ヨハネスブルク            | エリス・パーク                           | M     | PC      | 0-1  | 83(0-1)                     | 42        |
| 64        | 2010/07/07 | ドイツ                    | ダーバン                  | モーゼス・マヒダ                         | M     | PT(81)  | 0-1  | -                           | －        |
| 65        | 2010/07/11 | オランダ                  | ヨハネスブルク            | サッカー・シティ                         | M     | PT(106) | 0-1  | -                           | －        |
| 66        | 2010/09/03 | リヒテンシュタイン        | ファドゥーツ              | レインパーク                             | (E)   | PC      | 0-4  | 26(0-2)                     | 43        |
| 67        | 2010/09/07 | アルゼンチン              | ブエノス・アイレス        | モヌメンタル                             | a     | PT(46)  | 4-1  | -                           | －        |
| 68        | 2010/10/08 | リトアニア                | サラマンカ                | エルマンティコ                           | (E)   | PT(76)  | 3-1  | -                           | －        |
| 69        | 2010/10/12 | スコットランド            | グラスゴー                | ハンプデン・ パーク                      | (E)   | PC      | 2-3  | 44(0-1)                     | 44        |
| 70        | 2010/11/17 | ポルトガル                | リスボン                  | ダ・ルス                                 | a     | PT(46)  | 4-0  | -                           | －        |
| 71        | 2011/02/09 | コロンビア                | マドリー                  | サンティアゴ・ ベルナベウ                | a     | PT(55)  | 1-0  | -                           | －        |
| 72        | 2011/03/25 | チェコ                    | グラナダ                  | ヌエボ・ロス・ カルメネス                | (E)   | PC      | 2-1  | 69(1-1), 72(2-1)            | 46        |
| 73        | 2011/03/29 | リトアニア                | カウナス                  | Dariaus ir Girėno                        | (E)   | PT(54)  | 1-3  | -                           | －        |
| 74        | 2011/06/04 | アメリカ                  | ボストン                  | ジレット                                 | a     | PT(46)  | 0-4  | -                           | －        |
| 75        | 2011/06/07 | ベネズエラ                | プエルト・デ・ラ・クルス  | ホセ・アントニオ・ アンソアテギ          | a     | PT(46)  | 0-3  | 4(0-1)                      | 47        |
| 76        | 2011/08/10 | イタリア                  | バーリ                    | サン・ニコラ                             | a     | PS(47)  | 2-1  | -                           | －        |
| 77        | 2011/09/02 | チリ                      | ザンクト・ガレン (スイス) | AFGアリーナ                              | a     | PC      | 3-2  | -                           | －        |
| 78        | 2011/09/06 | リヒテンシュタイン        | ログローニョ              | ラス・ガウナス                           | (E)   | PC      | 6-0  | 59(5-0), 79(6-0)            | 49        |
| 79        | 2011/10/07 | チェコ                    | プラハ                    | レトナー                                 | (E)   | PS(70)  | 0-2  | -                           | －        |
| 80        | 2011/10/11 | スコットランド            | アリカンテ                | ホセ・リコ・ペレス                       | (E)   | PC      | 3-1  | 54(3-0)                     | 50        |
| 81        | 2011/11/12 | イングランド              | ロンドン                  | ウェンブリー                             | a     | PC      | 1-0  | -                           | －        |
| 82        | 2011/11/15 | コスタ・リカ              | サン・ホセ                | ナシオナル                               | a     | PC      | 2-2  | 91(2-2)                     | 51        |
| 83        | 2012/10/13 | ベラルーシ                | ミンスク                  | スタディエン・ディナモ                   | (M)   | PS(76)  | 0-4  | -                           | －        |
| 84        | 2013/02/07 | ウルグアイ                | ドーハ                    | ハリーファ国際スタジアム                 | a     | PS(46)  | 3-1  | -                           | －        |
| 85        | 2013/03/23 | フィンランド              | ヒホン                    | エスタディオ・ムニシパル・エル・モリノン | (M)   | PT(65)  | 1-1  | -                           | －        |
| 86        | 2013/03/27 | フランス                  | パリ                      | スタッド・ド・フランス                   | (M)   | PT(61)  | 0-1  | -                           | －        |
| 87        | 2013/06/15 | アイルランド              | ニューヨーク              | ヤンキース・スタジアム                   | a     | PT(59)  | 2-0  | -                           | －        |
| 88        | 2013/06/21 | タヒチ                    | リオデジャネイロ          | エスタジオ・ド・マラカナン               | C     | PC      | 10-0 | 39(4-0),49(5-0),64(7-0)     | 54        |
| 89        | 2013/06/23 | ナイジェリア              | フォルタレザ              | カステロン                               | C     | PS(75)  | 3-0  | -                           | －        |
| 90        | 2013/07/01 | ブラジル                  | リオデジャネイロ          | エスタジオ・ド・マラカナン               | C     | PS(59)  | 3-0  | -                           | －        |
| 91        | 2013/09/06 | フィンランド              | ヘルシンキ                | ヘルシンキ・オリンピックスタジアム       | (M)   | PT(55)  | 0-2  | -                           | －        |
| 92        | 2013/11/16 | 赤道ギニア                | マラボ                    | ヌエボ・エスタディオ・デ・マラボ         | a     | PS(57)  | 1-2  | -                           | －        |
| 93        | 2013/11/19 | 南アフリカ共和国          | ルステンブルク            | ロイヤル・バフォケン・スタジアム         | a     | PT(57)  | 1-0  | -                           | －        |
| 94        | 2014/06/07 | エルサルバドル            | ランドーバー              | フェデックスフィールド                   | a     | PS(46)  | 0-2  | 60(0-1),88(0-2)             | 56        |
| 95        | 2014/06/23 | オーストラリア            | クリチバ                  | アレナ・ダ・バイシャーダ                 | M     | PT(56)  | 0-3  | 36(0-1)                     | 57        |
| 96        | 2017/09/02 | イタリア                  | マドリード                | サンティアゴ・ベルナベウ                 | (M)   | PS(90)  | 3-0  | -                           | －        |

## タイトル

### クラブ
レアル・サラゴサ
- コパ・デル・レイ : 2003-04
- スーペルコパ・デ・エスパーニャ : 2004

バレンシアCF
- コパ・デル・レイ : 2007-08

FCバルセロナ
- プリメーラ・ディビシオン : 2010-11, 2012-13
- コパ・デル・レイ : 2011-12
- スーペルコパ・デ・エスパーニャ : 2010, 2011
- UEFAチャンピオンズリーグ : 2010-11
- UEFAスーパーカップ : 2011
- FIFAクラブワールドカップ : 2011

アトレティコ・マドリード
- プリメーラ・ディビシオン : 2013-14

ヴィッセル神戸
- 天皇杯 JFA 全日本サッカー選手権大会：2019

### スペイン代表
- UEFA欧州選手権 : 2008
- FIFAワールドカップ : 2010

### 個人
- UEFA EURO 2008 : 得点王 (4得点)
- 2010 FIFAワールドカップ : 得点王 (5得点)